# 台湾地区环线高速公路
台湾地区环线高速公路，简称台湾环线高速，中国国家高速公路网编号“G99”，取“九九归一”之意，是中华人民共和国政府曾對未实际管辖的台湾省规划的一条地区环线高速公路。

## 历史
- 2004年《国家高速公路网规划》中未出现该编号，地区性环线为5条。
- 2007年《国家高速公路网命名和编号规则》中未出现该编号，地区性环线为5条。
- 2009年《公路路线标识规则和国道编号》（GB/T 917-2009）中未出现该编号，地区性环线为5条。
- 2009年《国家高速公路网命名和编号规则》中首次出现“G99”编号，地区性环线增至6条[1]。
- 2013年《国家公路网规划（2013年—2030年）》对地区环线未做详细说明，仅有“6条地区性环线”的说法。
- 2017年《公路路线标识规则和国道编号》（GB/T 917-2017）仍沿用《国家公路网规划（2013年—2030年）》中“6条地区性环线”的说法，增加了“G95首都环线”，未出现“G99台湾环线”，并注明“未包含香港特别行政区、澳门特别行政区和台湾省的公路数据”[2]。但附件地图中则描绘出了台湾环线的假想走线。
- 2022年《国家公路网规划》中，“台湾环线”被正式移除，G99号段则改属都市圈环线。

## 路線
根据中华人民共和国国家基础地理信息中心天地图显示，现有G99路线包含中山高速公路和蔣渭水高速公路。